# Vanati (Eredvi)
Vanati (en georgiano: ვანათი) o Uanat (en osetio: Уанат) es un pueblo que pertenece a la parcialmente reconocida República de Osetia del Sur, parte del distrito de Tsjinval, aunque de iure pertenece al municipio de Eredvi de la región de Iberia Interior de Georgia.

## Geografía
Vanati se encuentra a orillas del río Gran Liajvi, a 15 kilómetros de Tsjinvali. 

## Historia
Vanati se menciona por primera vez en fuentes escritas en el siglo XIV, en la lista de los estados del católicos de Mtsjeta. A finales de la Edad Media, Vanati se incluyó en el ducado de Ksani. Según algunas fuentes, la fortaleza de Vanati fue asaltada y parcialmente destruida por los otomanos en 1731. Durante el levantamiento de Iberia, Givi Amilajvari y Shanshe, los duques de Ksani, que se habían atrincherado en la fortaleza de Vanati, lucharon contra el ejército persa. En 1746, Teimuraz II acampó cerca de Vanati durante su campaña contra los osetios rebeldes. A finales del siglo XVIII, Vanati era una aldea con tesorería. 
Durante el Imperio ruso y la República Democrática de Georgia, Vanati formó parte del distrito de Gori. En 1922, el gobierno soviético anexó Vanati al recién formado Óblast Autónomo de Osetia del Sur.  
Tras la guerra de Osetia del Sur de 1991-1992, los georgianos lograron controlar el pueblo y desde 2006, forma parte del municipio de Eredvi en la legislación georgiana. En julio de 2004, según la parte georgiana, un grupo armado de Osetia del Sur (integrado por hasta 200 personas) desarmó y tomó como rehenes a 35 soldados del batallón georgiano de la Comisión Conjunta de Control para la Resolución del Conflicto entre Georgia y Osetia que se encontraban en la aldea.
En la guerra ruso-georgiana de 2008, las tropas osetias atacaron y ocuparon la aldea el 9 de agosto, pasando a estar bajo el control de la República de Osetia del Sur e incendiando viviendas. La mayor parte de la población abandonó la aldea tras la guerra, solo quedaron dos familias georgianas.

## Demografía
La evolución demográfica de Vanati entre 1916 y 2015 fue la siguiente:
| 481                                                      | 470 | 288 | 445 | 237 | 213 | 533 | 361 | 26 |
| (Fuente: Population of South Ossetia since Soviet times) |     |     |     |     |     |     |     |    |

Según el censo soviético de 1959, la mayoría de la población local eran georgianos. En los distintos censos, la composición étnica del pueblo era la siguiente:
|              | 1916      | 1916       | 1989      | 1989       | 2002      | 2002       |
| Grupo étnico | Población | Porcentaje | Población | Porcentaje | Población | Porcentaje |
| ------------ | --------- | ---------- | --------- | ---------- | --------- | ---------- |
| Georgianos   | 432       | 90%        | 320       | 60%        | 314       | 87%        |
| Osetios      | 49        | 10%        | 213       | 40%        | 47        | 13%        |
| Total        | 481       | 100%       | 533       | 100%       | 361       | 100%       |

## Infraestructura

### Arquitectura, monumentos y lugares de interés
En las cercanías de Vanati, en la margen izquierda del río, se conservan las ruinas de la fortaleza de Vanati.  